# Johnny Rivers
Johnny Rivers, pseudonimo di John Henry Ramistella (New York City, 7 novembre 1942), è un cantautore, chitarrista e produttore discografico statunitense di origini italiane.
È conosciuto per la sua cover di Memphis Tennessee, di Chuck Berry, omaggio al bluesman John Lee Hooker registrato live nel 1967 al Whisky a Go Go e che conquistò il primo posto in Germania per sedici settimane e secondo nella Billboard Hot 100.
Ha partecipato al Monterey Pop Festival del 1967.

## Biografia
La famiglia Ramistella si spostò da New York a Baton Rouge (Louisiana) quando Johnny aveva pochi anni. Il giovane si avvicinò alla musica a otto anni come autodidatta imparando dal padre a suonare la chitarra ispirandosi ai ritmi cajun della Louisiana e, appena tredicenne, iniziò a far parte di gruppi musicali. In occasione di una trasferta a New York conobbe Alan Freed il quale lo aiutò a procurarsi un ingaggio in una casa discografica ribattezzandolo con lo pseudonimo di Rivers. A quell'epoca, a causa della scarsità di scritture l'artista si dedicò soprattutto alla composizione di pezzi musicali, uno dei quali, I'll Make Believe, inciso da Ricky Nelson.
Trasferitosi successivamente a Los Angeles, cambiò numerose volte casa discografica, finché nel 1964 ottenne il successo suonando al Whisky a Go Go e iniziò contestualmente a incidere dischi di cover da Chuck Berry, Lloyd Price, Rufus Thomas e altri. Oltre alle cover, il suo repertorio comprendeva brani di propria composizione e variava dalla musica blues, alla folk music, dalla pop music al rock and roll (roots rock). 
Raggiunse il momento di maggiore popolarità intorno alla metà degli anni sessanta con una serie di brani di successo fra cui Seventh Son, Poor Side of Town, giunta in prima posizione nella Billboard Hot 100 statunitense e in Canada nel 1966, Summer Rain e Secret Agent Man. Quest'ultima, in particolare, è stata utilizzata come colonna sonora nei titoli di testa della celebre serie televisiva di spionaggio britannica Gioco pericoloso (Danger Man), in onda dal 1960 al 1968, incentrata sulle vicende dell'agente segreto John Drake, interpretato da Patrick McGoohan.
Nel 1966, il manager Marc Gordon presentò a Rivers il gruppo degli Hi-Fis che il musicista apprezzò, decidendo di rinominare la formazione che divenne The Fifth Dimension e di arruolarla nella sua nuova casa discografica Soul City. Sono del 1967 due rifacimenti a opera del chitarrista: Baby I Need You e The Tracks of My Tears, e di tre anni dopo la versione Into the Mystic, originariamente di Van Morrison.
Durante gli anni settanta si produsse in altre cover, una delle quali lo vide assieme a Brian Wilson rifare un brano dei Beach Boys, Help Me, Rhonda. Ma più che per la popolarità musicale, Rivers negli anni ha goduto dei successi della sua casa discografica.

## Cover
Fra le cover eseguite da Johnny Rivers figurano:
- Sunny
- Twist and Shout
- Hey Joe (1968, inserita nell'album Realization)
- A Whiter Shade of Pale
- You've Lost That Lovin' Feelin'
- When a Man Loves a Woman
- Satisfaction

## Curiosità
- Il gruppo brasiliano Roupa Nova gli ha dedicato la canzone Whisky a Go Go, sigla della telenovela Um Sonho A Mais: il cantante è anche menzionato nel testo.

## Discografia

### Album
- 1964 – Johnny Rivers at the Whisky à Go Go (Imperial Records, LP-9264/LP-12264) Live
- 1964 – Here We à Go Go Again! (Imperial Records, LP-9274/LP-12274) Live
- 1964 – The Sensational Johnny Rivers (Capitol Records, T/ST 2161) Raccolta
- 1964 – Go, Johnny, Go! (United Artists Records, UAL 3386/UAS 6386) Raccolta
- 1965 – In Action! (Imperial Records, LP-9280/LP-12280)
- 1965 – Meanwhile Back at the Whisky à Go Go (Imperial Records, LP-9284/LP-12284)
- 1965 – Johnny Rivers Rocks the Folk (Imperial Records, LP-9293/LP-12293)
- 1966 – ...And I Know You Wanna Dance (Imperial Records, LP-9307/LP-12307)
- 1966 – Johnny Rivers' Golden Hits (Imperial Records, LP-9324/LP-12324)
- 1966 – Johnny Rivers (Pickwick/33 Records, PC/SPC-3022)
- 1966 – Changes (Imperial Records, LP-9334/LP-12334)
- 1967 – Rewind (Imperial Records, LP-9341/LP-12341)
- 1967 – Johnny Rivers & Steve Alaimo (Custom Records, CS 1100) estate 1967?
- 1967 – Whiskey à Go-Go Revisited (Sunset Records, SUM-1157/SUS-5157)
- 1967 – The Great Johnny Rivers (Unart Records, M-20007/S-21007)
- 1968 – Realization (Imperial Records, LP-9372/LP-12372)
- 1969 – A Touch of Gold (Imperial Records, LP-12427)
- 1970 – Slim Slo Slider (Imperial Records, LP-16001)
- 1971 – Home Grown (United Artists Records, UAS-5532)
- 1972 – L.A. Reggae (United Artists Records, UAS-5650)
- 1973 – Rockin' Rivers (United Artists Records, UA-LA020-G)
- 1973 – Superpak (United Artists Records, UXS-93)
- 1973 – Blue Suede Shoes (United Artists Records, UA-LA075-F)
- 1974 – Road (Atlantic Records, SD 7301)
- 1974 – The Very Best of Johnny Rivers (United Artists Records, UA-LA253-G)
- 1975 – New Lovers and Old Friends (Epic Records, PE 33681)
- 1976 – Wild Night (United Artists Records, UA-LA486-G)
- 1977 – Outside Help (Soul City Records, BT 76004)
- 1979 – That's My Baby (Koala Records, AW 14149)
- 1980 – Borrowed Time (RSO Records, RS-1-3082)
- 1983 – Not a Through Street (Priority Records, BJU 38439)
- 1987 – The Best of Johnny Rivers (EMI America, CDP 546594)
- 1995 – Last Boogie in Paris (Varèse Sarabande, VSD-5580)
- 1998 – The Memphis Sun Recordings (Soul City Records, SCRI-2008)
- 2000 – Back at the Whisky (Soul City Records)
- 2001 – Last Train to Memphis (Soul City Records, SCRI-3009)
- 2004 – Reinvention Highway (Soul City Records, SCRI-1009)
- 2009 – Shadows on the Moon (Soul City Records)
- 2020 – Land of Dreams (Soul City Records, SCR-0016)
- 2021 – California Rain (Soul City Records, SCR-1008)

### Singoli
- 1958 – Little Girl/Two by Two (Suede Records, SD 1401) a nome Johnny Ramistella
- 1958 – Baby, Come Back/Long, Long Walk (Gone Records, 5026)
- 1958 – You're the One/A Hole in the Ground (Guyden Records, 2003)
- 1959 – Your First and Last Love/(There'll Be Blue Birds Over) The White Cliffs of Dover (Dee Dee Records, 239)
- 1959 – Everyday/Darling Talk to Me (Cub Records, K 9047)
- 1960 – The Customary Thing/Answer Me, My Love (Cub Records, K 9058)
- 1961 – Knock Three Times/I Get So Doggone Lonesome (Chancellor Records, C 1070)
- 1961 – Blue Skies/That Someone Should Be Me (Chancellor Records, C 1096)
- 1962 – To Be Loved/Too Good to Last (Chancellor Records, C-1108)
- 1962 – Long Black Veil/This Could Be the One (Capitol Records, 4850)
- 1963 – If You Want It, I've Got It/My Heart Is in Your Hands (Capitol Records, 4913)
- 1964 – Memphis/It Wouldn't Happen with Me (Imperial Records, 66032)
- 1964 – Oh What a Kiss/Knock Three Times (United Artists Records, UA 741)
- 1964 – That's My Babe/Your First and Last Love (Coral Records, 62425)
- 1964 – Baby Come Back/Long Long Walk (tRoulette Records, R-4565)
- 1964 – Maybelline/Walk Myself on Home (Imperial Records, 66056)
- 1964 – The Customary Thing/Answer Me, My Love (tMGM Records, K13266)
- 1964 – Don't Look Now/ Long Black Veil (Capitol Records, 5232)
- 1964 – Dream Dol/To Be Loved (United Artists Records, UA 769)
- 1964 – Mountain of Love/Moody River (Imperial Records, 66075)
- 1965 – Midnight Special/Cupid (Imperial Records, 66087)
- 1965 – Seventh Son/Un-Square Dance (Imperial Records, 66112)
- 1965 – Where Have All the Flowers Gone/Love Me While You Can (Imperial Records, 66133)
- 1965 – Under Your Spell Again/ Long Time Man (Imperial Records, 66144)
- 1966 – Secret Agent Man/You Dig (Imperial Records, 66159)
- 1966 – (I Washed My Hands In) Muddy Water/Roogalator (Imperial Records, 66175)
- 1966 – Poor Side of Town/A Man Can Cry (Imperial Records, 66205)
- 1967 – Mountain of Love/Maybelline (Imperial Golden Series, 049)
- 1967 – Baby I Need Your Lovin'/Gettin' Ready for Tomorrow (Imperial Records, 66227)
- 1967 – The Tracks of My Tears/Rewind Medley (Imperial Records, 66244)
- 1967 – Summer Rain/Memory of the Coming Good (Imperial Records, 66267)
- 1968 – Look to Your Soul/Something Strange (Imperial Records, 66286)
- 1968 – Look to Your Soul/Look to Your Soul (Imperial Records, 66286)
- 1968 – Everybody's Talkin'/The Way We Live (Imperial Records, 66314)
- 1968 – Right Relations/A Better Life (Imperial Records, 66335) Oct. 1968
- 1969 – These Are Not My People/Going Back to Big Sur (Imperial Records, 66360)
- 1969 – Muddy River/Resurrection (Imperial Records, 66386)
- 1969 – One Woman/Ode to John Lee (Imperial Records, 66418)
- 1969 – One Woman (Mono)/One Woman (Stereo) (Imperial Records, 66418)
- 1970 – Into the Mystic/Jesus Is a Soul Man (Imperial Records, 66448)
- 1970 – Fire and Rain/Apple Tree (Imperial Records, 66453) a nome Johnny Rivers and Friends
- 1970 – Fire and Rain/Fire and Rain (Imperial Records, 66453) a nome Johnny Rivers and Friends
- 1971 – Sea Cruise/Our Lady of the Well (United Artists Records, 50778)
- 1971 – Sea Cruise (Mono)/Sea Cruise (Stereo) (United Artists Records, 50778)
- 1971 – Think His Name/Permanent Change (United Artists Records, 50822) a nome Johnny Rivers and The Guru Ram Das Ashram Singers
- 1972 – Rockin' Pneumonia - Boogie Woogie Flu/Come Home America (United Artists Records, 50960)
- 1972 – Rockin' Pneumonia - Boogie Woogie Flu (Mono)/Rockin' Pneumonia - Boogie Woogie Flu (Stereo) (United Artists Records, 50960)
- 1973 – Secret Agent Man/Memphis (United Artists Silver Spotlight Series, XW101)
- 1973 – Mountain of Love/Maybellene (United Artists Silver Spotlight Series, XW102)
- 1973 – Midnight Special/Seventh Son (United Artists Silver Spotlight Series, XW103)
- 1973 – Poor Side of Town/Baby I Need Your Lovin' (United Artists Silver Spotlight Series, XW104)
- 1973 – Summer Rain/The Tracks of My Tears (United Artists Silver Spotlight Series, XW105)
- 1973 – Blue Suede Shoes/Stories to a Child (United Artists Records, XW198)
- 1973 – Medley: Searchin' / So Fine/New York City Dues (United Artists Records, XW226)
- 1973 – I'll Feel a Whole Lot Better/Over the Line (United Artists Records, XW310)
- 1974 – Rockin' Pneumonia - Boogie Woogie Flu/Blue Suede Shoes (United Artists Records, XW522)
- 1974 – Where Have All the Flowers Gone/I Washed My Hands in Muddy Water (United Artists Records, XW523)
- 1974 – Sitting in Limbo/Artists and Poets (Atlantic Records, 45-3011)
- 1974 – Six Days on the Road/Artists & Poets (Atlantic Records, 45-3028)
- 1974 – Get It Up for Love/John Lee Hooker '74 (Atlantic Records, 45-3230)
- 1975 – Help Me Rhonda/New Lovers and Old Friends (Epic Records, 8-50121)
- 1975 – Can I Change My Mind/John Lee Hooker (Epic Records, 8-50150)
- 1976 – Outside Help/Welcome Home (Epic Records, 8-50208)
- 1976 – Linda Lu/Outside Help (Epic Records, 8-50248)
- 1977 – Ashes and Sand/Outside Help (Soul City Records, SC 007)
- 1977 – Slow Dancin'/Outside Help (Soul City Records, SC 008)
- 1977 – Swayin' to the Music (Slow Dancin')/Outside Help (Big Tree Records, BT 16094)
- 1977 – Curious Mind (Um Um Um Um Um Um)/Ashes and Sand (Big Tree Records, BT 16106)
- 1979 – Swayin' to the Music (Slow Dancin')/Curious Mind (Um, Um, Um, Um, Um, Um) (Big Tree Oldies, BT 15040)
- 1979 – Secret Agent Man/Memphis (Silver Spotlight Series, XW101)
- 1980 – Little White Lie/Be My Baby (Soul City Records, SC 010)
- 1980 – Romance (Give Me a Chance)/Don't Need No Other Now (RSO, RS 1030) a nome Johnny Rivers with The Muscle Shoals Sound Rhythm Section
- 1980 – China/The Price (RSO, RS 1045) a nome Johnny Rivers with The Muscle Shoals Sound Rhythm Section
- 1981 – Poor Side of Town/Baby I Need Your Lovin' (Silver Spotlight Series, XW104)
- 1982 – R.S.V.P./The Price (Soul City Records, SC 014)
- 1984 – Heartbreak Love/Why Can't We Communicate? (MCA Records, MCA-52502)